# Alexandra Botez
Alexandra Botez (née le 24 septembre 1995) est une joueuse d'échecs roumaine-canadienne qui détient le titre de Maitre FIDE Féminin (MFF). Elle est également une streameuse d'échecs sur Twitch et possède une chaîne YouTube consacrée aux échecs.

## Carrière d'échecs

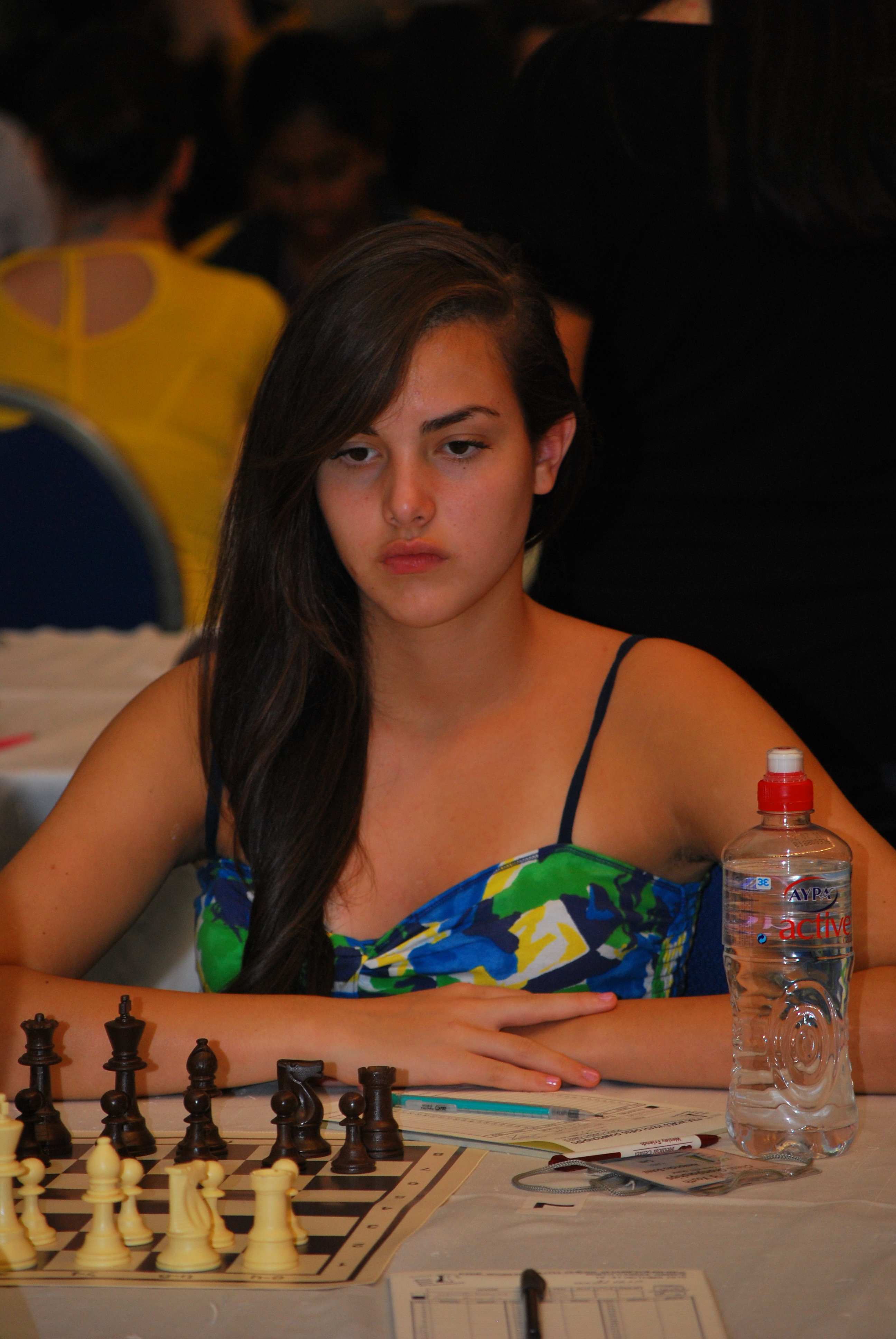
Alexandra Botez en 2010.

Alexandra Botez est née à Dallas, au Texas, États-Unis, puis a grandi à Vancouver, en Colombie-Britannique, au Canada. Elle a commencé à jouer aux échecs à l'âge de 6 ans au club d'échecs du Romanian Community Center Golden Knights avec le CM Valer Eugen Demian comme entraîneur,.
Elle a joué pour l'équipe nationale canadienne et est devenue championne nationale canadienne féminine à cinq reprises dans les catégories de jeunes. Elle a joué dans plusieurs olympiades d'échecs. Botez a remporté le US Girls Nationals à l'âge de 15 ans.
Alexandra Botez a aidé à couvrir les finales de la PRO Chess League en 2018 et 2019 avec Daniel Rensch, maître international (IM), IM Anna Rudolf et GM Robert Hess.
Elle utilise parfois l'expression « Botez Gambit » lorsqu'elle perd sa dame, par exemple par inadvertance, de façon humoristique.

## Diffusion
En 2017, Alexandra Botez a cofondé CrowdAmp, une société de médias sociaux qui a utilisé l'apprentissage automatique pour atteindre plusieurs abonnés de manière personnalisée. Elle a déclaré dans une émission Twitch de mai 2019 que la société avait depuis cessé ses activités.
En octobre 2019, Alexandra Botez avait une cote FIDE Elo de 2062 aux échecs standard et de 2059 aux blitz. Après une interruption de trois ans sans jouer aux échecs de compétition, elle a participé à un tournoi qui s'est tenu à Reykjavik, en Islande. Elle a augmenté son classement FIDE de 7 points lors de l'épreuve.
Elle dirige, avec sa sœur cadette Andrea, la chaîne Twitch BotezLive atteignant près d'un million d'abonnés. Les sœurs Botez tiennent également une chaîne YouTube.